# Анненский, Николай Ильич
Николай Ильич Анненский (1773—1845) — чиновник министерства юстиции, действительный статский советник.

## Биография
Родился в 1773 году. Происходил из духовного звания.
Образование получил в Рязанской духовной семинарии и Александро-Невской духовной семинарии, курс которой окончил вместе с М. М. Сперанским и и И. И. Мартыновым.
Вступил в службу 19 декабря 1796 года. В 1802 году служил статс-секретарём в канцелярии М. Н. Муравьева, бывшего в то время товарищем министра просвещения, и одновременно исполнял должность секретаря во 2-м кадетском корпусе; с 1805 года служил в 3-й экспедиции комиссии составления законов; 24 января 1818 года был произведён в статские советники; 24 марта 1823 года вышел в отставку.
Вернулся на службу 21 февраля 1831 года, однако никакой должности не исполнял до 1837 года, когда был назначен чиновником по особым поручениям и юрисконсультом при департаменте Министерства юстиции. С 21 января 1826 года состоял в чине действительного статского советника.
Были напечатаны два его перевода с французского языка: «О уединении относительно к разуму и сердцу» (соч. Циммермана; СПб., 1796; переиздано: СПб., 1801 и М., 1822) и «Лодоик, или нравственные наставления для пользы и увеселения юношества» (СПб., 1799). Были также напечатаны его переводы: «Разум часто заставляет почитать предрассудки, им охуждаемые» и «О предрассудках» (СПб. журн., 1798, Ч. 2, апр., май).
Умер в Москве 30 апреля (12 мая) 1845 года.Похоронен в Санкт-Петербурге на Смоленском православном кладбище.
Его сыновья: Александр (1811—?) и Фёдор (1815—1880); внук — Иннокентий Фёдорович Анненский.